# Ladislav Karabin
Ladislav Karabin (* 16. Februar 1970 in Spišská Nová Ves, Tschechoslowakei) ist ein ehemaliger US-amerikanisch-slowakischer Eishockeyspieler, der sechs Spielzeiten in der Deutschen Eishockey Liga und eine in der National Hockey League verbracht hat.

## Karriere
Bis zu einem Alter von 23 Jahren spielte Ladislav Karabín für seinen Heimatklub HC Slovan Bratislava. Schon drei Jahre eher zogen ihn die Pittsburgh Penguins in der neunten Runde an insgesamt 173. Stelle beim NHL Entry Draft 1990. 1993 wechselte er nach Nordamerika, wo er neunmal in der besten Liga der Welt neben Größen wie Jaromír Jágr auflief. 1996 ging Karabín, der inzwischen auch amerikanischer Staatsbürger war, zurück nach Europa und spielte in der Slowakei. Anschließend heuerte er bei den Revierlöwen Oberhausen an. Nach drei Jahren im Ruhrgebiet wechselte der Vater von zwei Töchtern zu den Schwenninger Wild Wings. Mit ihnen stieg er trotz Sieg in den Play-Downs gegen die Frankfurt Lions ab, weil der Verein keine Lizenz mehr bekam. Daraufhin ging Karabin zum EHC Wolfsburg. Im ersten Jahr in der Autostadt gelang noch der DEL-Aufstieg, doch auch die Grizzlys erhielten keine Lizenz für die neue Saison 2005/06, so dass sich der Stürmer, dessen bester Trainer nach eigenen Angaben Gunnar Leidborg war, den Iserlohn Roosters anschloss. In der Anfangsphase der Saison in Iserlohn erlitt Karabin die vierte Gehirnerschütterung seiner Karriere, wodurch er längere Zeit ausfiel. Seit Mitte November 2005 stand er wieder auf dem Eis. Sein Kontrakt in Iserlohn wurde nicht verlängert, nach der Saison beendete er infolgedessen seine Karriere.
Nach seinem Karriereende arbeitete er als Manager des HK Spišská Nová Ves.

## Erfolge und Auszeichnungen
- 1988 Goldmedaille bei der U18-Junioren-Europameisterschaft
- 1998 Slowakischer Meister mit dem HC Slovan Bratislava
- 2004 DEL-Aufstieg mit den Grizzly Adams Wolfsburg
- 2005 Teilnahme am DEL All-Star Game

## Karrierestatistik
(Legende zur Spielerstatistik: Sp oder GP = absolvierte Spiele; T oder G = erzielte Tore; V oder A = erzielte Assists; Pkt oder Pts = erzielte Scorerpunkte; SM oder PIM = erhaltene Strafminuten; +/− = Plus/Minus-Bilanz; PP = erzielte Überzahltore; SH = erzielte Unterzahltore; GW = erzielte Siegtore; 1 Play-downs/Relegation; Kursiv: Statistik nicht vollständig)